# Todor Veselinović
Todor „Toza” Veselinović (szerbül: Тодор Веселиновић Тоза; Újvidék, 1930. október 12. – Athén, Görögország, 2017. május 17.) szerb labdarúgócsatár, edző.
A jugoszláv válogatott tagjaként részt vett az 1954-es és az 1958-as labdarúgó-világbajnokságon, az 1956. évi nyári olimpiai játékokon ezüstérmet nyertek, az 1984-es labdarúgó-Európa-bajnokságon szövetségi kapitányként irányított.